# Бервальдский договор
Бервальдский договор (фр. Traité de Barwalde, швед. Fördraget i Bärwalde) — договор, подписанный 23 января 1631 года в Бервальде между Францией и Швецией, который устанавливал их взаимные обязательства во время Тридцатилетней войны.

## Предыстория
В 1630 году шведский король Густав II Адольф вмешался в Тридцатилетнюю войну, высадившись в Померании и объявив себя защитником германских протестантов. Однако ему было трудно снабжать свою армию, и он был вынужден снять её с зимних квартир и пораньше отправиться на юг, чтобы она не страдала от нехватки провианта. Определявший французскую внешнюю политику кардинал Ришельё решил поддержать того, кто сражался против врага Франции — Габсбургов.

## Условия
Бервальдский договор касался свободной торговли и взаимодействия в защите Франции и Швеции. В соответствии с ним Густав Адольф обещал держать в Германии армию, численностью тридцать тысяч пехотинцев и шестьсот всадников. Франция должна была взять на себя полностью или частично все расходы и перечислить в казну Швеции 15 мая и 15 ноября двадцать тысяч имперских талеров. Густав Адольф ручался гарантировать свободу вероисповедания для католиков по всей Германии, не трогать земли друга Франции Максимилиана Баварского и не заключать сепаратные мирные договоры по крайней мере в течение пяти лет.

## Итоги и последствия
Густав Адольф сумел заставить Ришельё поднять цену договора с пятнадцати до двадцати тысяч талеров и уговорил кардинала пойти на то, чтобы скомпрометировать себя опубликованием соглашения с протестантской державой. Таким образом, Густав Адольф выступил не как французский наёмник, а как равноправный союзник.